# Batalla de Rakvere
La batalla de Rakovor (del ruso: Раковорская битва), batalla de Rakvere o batalla de Wesenberg (del alemán: Schlacht bei Wesenberg) fue una batalla acaecida el 18 de febrero de 1268 entre los Hermanos Livonios de la Espada y una coalición de príncipes rusos. Los Hermanos fueron derrotados tan duramente que, tras intentar al año siguiente vanamente apoderarse de la ciudad de Pskov, no acometieron empresas contra la Rusia septentrional en los siguientes treinta años.
Los dos ejércitos se encontraron a siete verstas de la ciudad livona de Rakvere (Rakovor en ruso, Wesenberg en alemán): las fuerzas rusas, constituidas por más de 30.000 hombres, estaban guiadas por Dmitri de Pereslavl (a cargo de las tropas de la República de Nóvgorod) y su futuro yerno Daumantas de Pskov (a cargo de las de la República de Pskov).
El ejército livón estaba constituido, aparte de por los Caballeros, por fuerzas danesas (ala derecha) y por milicias estonias locales (ala izquierda) y era conducido por el Gran Maestre Otto von Luttenberg.
Las fuerzas de la Orden estaban dispuestas en su formación en cuña, llamada "cabeza de hierro", con caballeros pesados, llamada por los rusos el "gran cerdo de hierro". Esta formación tenía un notable impacto penetrante sobre las líneas enemigas pero era escasamente maniobrable y vulnerable a los ataques laterales, hecho que había comportado la derrota de los caballeros en la batalla del lago Peipus. Para evitar esto, el Gran Maestre decidió dividir sus fuerzas de asalto en dos grupos, poniendo el primero en cambio abierto, y el otro oculto, de modo que cuando los rusos se lanzaran sobre el primer grupo, serían rodeados por el segundo.
La táctica inicialmente funcionó satisfactoriamente: la primera cuña atacó el centro de la formación enemiga y obligó a los rusos a retirarse. Los soldados del segundo cuño, sin embargo, creyendo que el ejército enemigo se daba a la fuga, emergieron de su escondite para saquear los cuerpos que los rusos habían abandonado en su retirada. A causa de esta circunstancia, la primera cuña fue rodeada por las tropas de Pskov y Nóvgorod.
La lucha entre rusos y livones fue terrible. «Ni nuestros padres ni nuestros antepasados fueron jamás testimonio de una lucha así de cruel», informó un cronista livonio de la época. Finalmente, la milicia de Nóvgorod prevaleció, aunque tuvo la baja de uno de sus líderes, el posádnik Mijailo Fiódorovich.
Los príncipes rusos persiguieron a los Caballeros hasta Rakvere. El príncipe Daumantas de Pskov, cuyo coraje fue reconocido incluso por los historiadores alemanes, siguió a los caballeros derrotados hasta las costas del mar Báltico, conquistando un conspicuo botín antes de regresar a las líneas rusas. Mientras regresaba, descubrió a otra compañía de Caballeros. Decidió por tanto esperar hasta la mañana. sin embargo, pasaron tres días sin recibir ningún ataque por lo que los príncipes rusos proclamaron la victoria y regresaron triunfantes a sus tierras.